# Egnasia pictalis
Egnasia pictalis är en fjärilsart som beskrevs av George Francis Hampson 1896. Egnasia pictalis ingår i släktet Egnasia och familjen nattflyn. Inga underarter finns listade i Catalogue of Life.